# بيت واوي (اسماعيلية)
بيت واوي (بالفارسية: بیت واوی) هي قرية وتقع في إيران في قسم إسماعيلية الريفي. يقدر عدد سكانها بـ 1548 نسمة بحسب إحصاء 2016.